# Mamakanská přehradní nádrž
Mamakanská přehradní nádrž (rusky Мамаканское водохранилище) je přehradní nádrž na řece Mamakan v povodí Leny na území Irkutské oblasti v Rusku. Byla vytvořena vzdutím řeky hrází Mamakanské vodní elektrárny.

## Hydrogeografická charakteristika
Pravostranné přítoky Vitimu disponují v zimě průtokem o hodnotě přes desetinu průtoku průměrného. Tím se liší od ostatních sibiřských řek a poskytují tak vodní energetice dostatek vody pro zimní provoz i při menším užitkovém objemu nádrže. Průměrný průtok řeky Mamakan činí v ústí 180 m3/s a průměrné březnové minimum se pohybuje kolem hodnoty 20 m3/s. Prudká povodňová vlna z odtávání sněhové pokrývky může být zachycena pouze při poměru užitečného objemu přehradní nádrže a celkového odtoku 1:1. Soutěska nad ústím řeky do Vitimu byla vhodná pro stavbu gravitační betonové hráze, ale přehradní jezero při prudkém spádu řeky v úzkém údolí vytvořilo užitečný objem v poměru 1:30 k celoročnímu odtoku.  Na konci vzdutí Mamakanské nádrže se údolí Mamakanu nachází v plochém reliéfu, kde by řeka mohla i při malém vzdutí vytvořit nádrž o potřebném objemu. Podle plánu z roku 1958 byla součástí vodního díla i malá vodní elektrárna s doprovodným výkonovým, ale zásadním regulačním efektem. Stavba této přehrady byla však pro nedostatek finančních prostředků zastavena.
Mamaknská přehradní nádrž vytváří v nadmořské výšce 289 m vodní plochu necelých 11 km2.  Běžná šířka se pohybuje v rozmezí 200 – 500 m, střední hloubka je 18 m. Plocha povodí v místě hráze činí 9 300 km2. Příčný profil údolí je výrazně asymetrický s prudkými skalnatými svahy navazujícími přes vodní hladinu na plochou krajinu.
Přehradní nádrž se začala napouštět v roce 1961 a plné kóty dosáhla po zkouškách hydragregátů v roce 1963. Bylo zatopeno 533 ha zemědělské půdy, převážně luk.

## Využití
Hlavním přínosem přehradního jezera je vytvoření spádu 45 m pro výkon Mamakanské vodní elektrárny. Malý užitečný objem 0,1 km3 elektrárnu odkazuje bez dostavení pomocné nádrže na přímou závislost na přírodním chodu průtoků.

Přehradní těleso je zábranou pro migraci lososovitých ryb a výskyt nelmy severní je tak v řece Vitim ochuzen o příspěvek z mamakanských trdlišť. Nemigrující lososovité ryby jako hlavatka sibiřská, lipan či lenok sibiřský nacházejí vhodné životní podmínky pouze na přirozeném toku nad vzdutím nádrže. Stejně jako ostatní sibiřské přehradní nádrže poskytuje Mamakanská nádrž vhodné podmínky pro mníka jednovousého, štiku obecnou a štiku amurskou. 

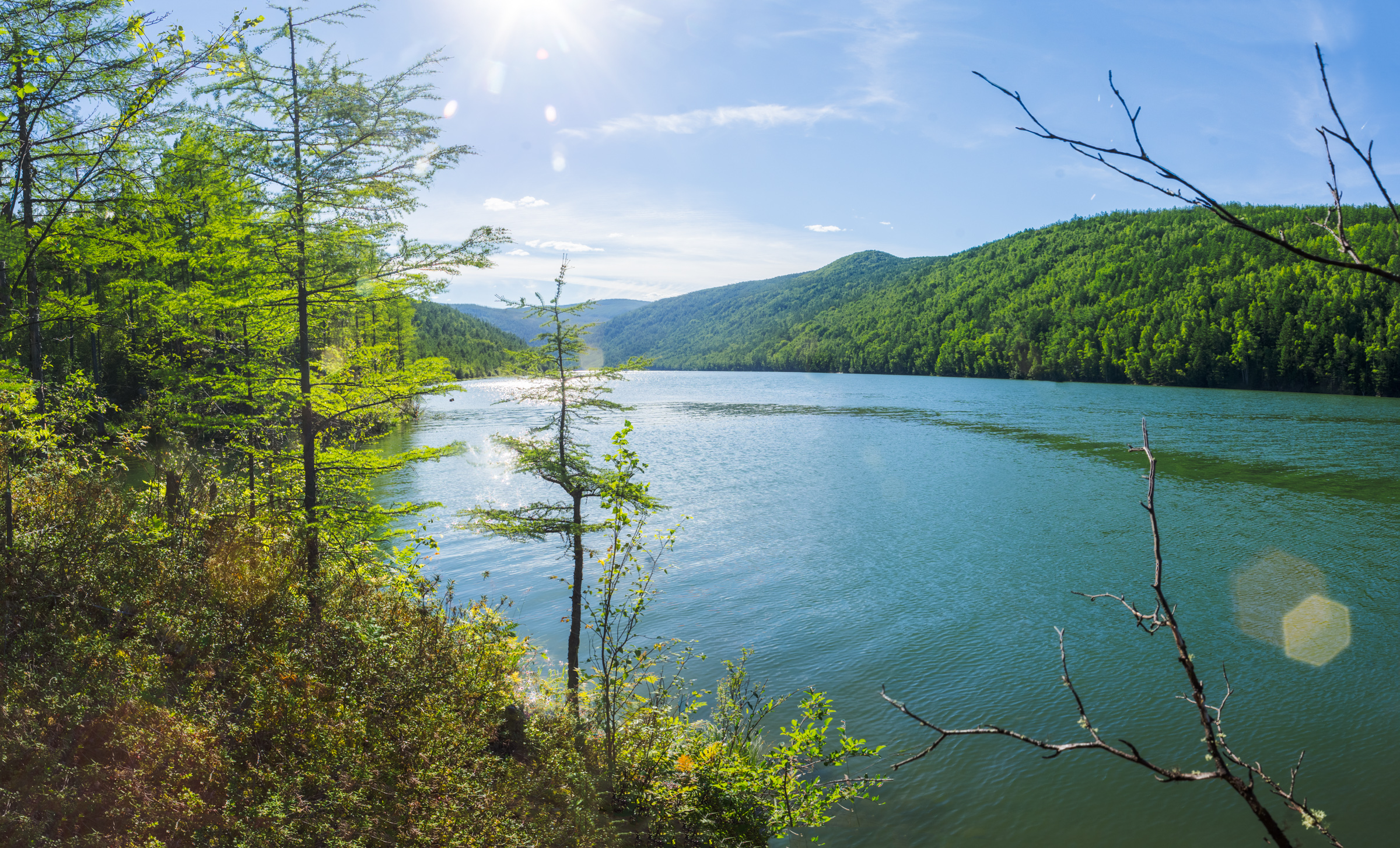
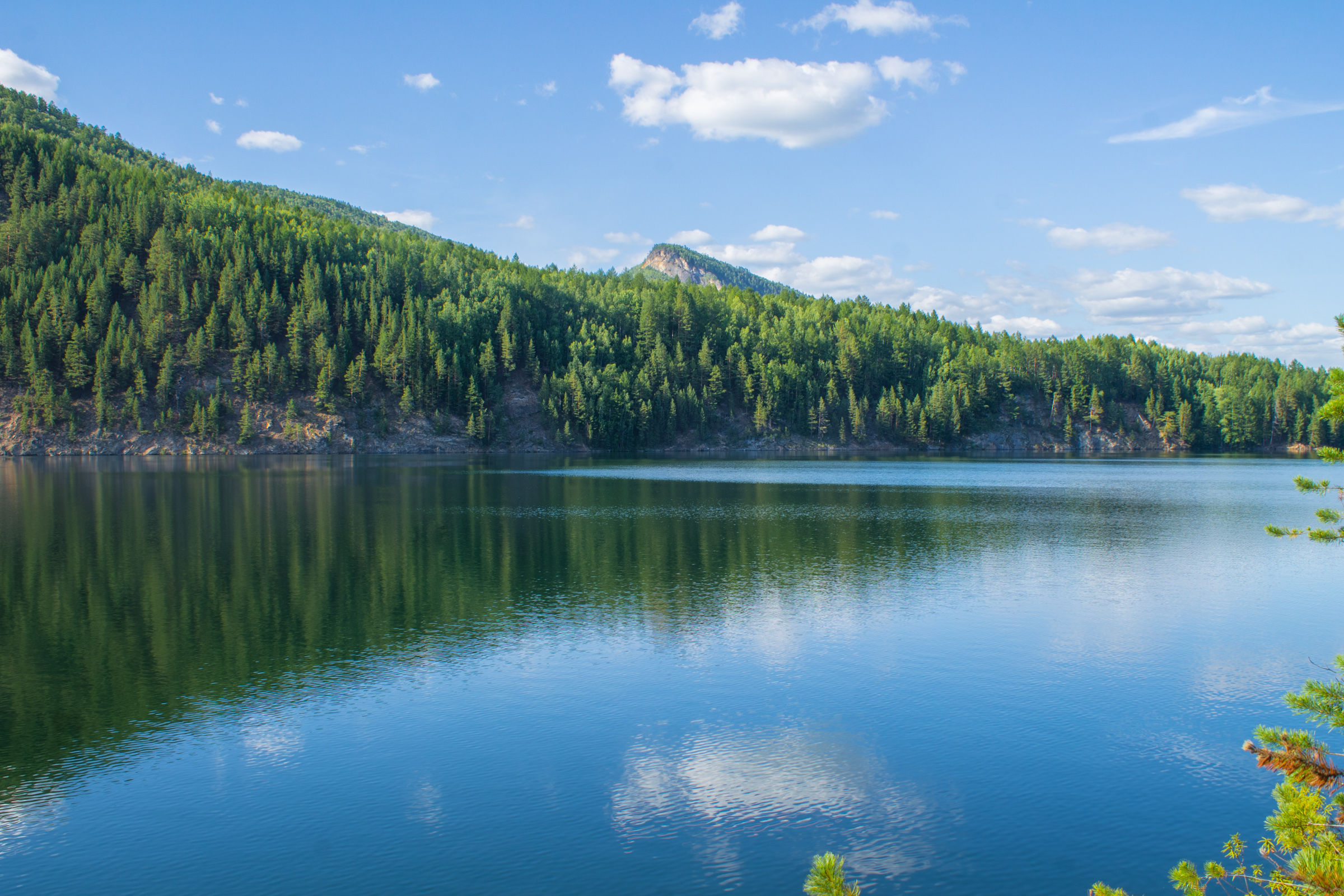
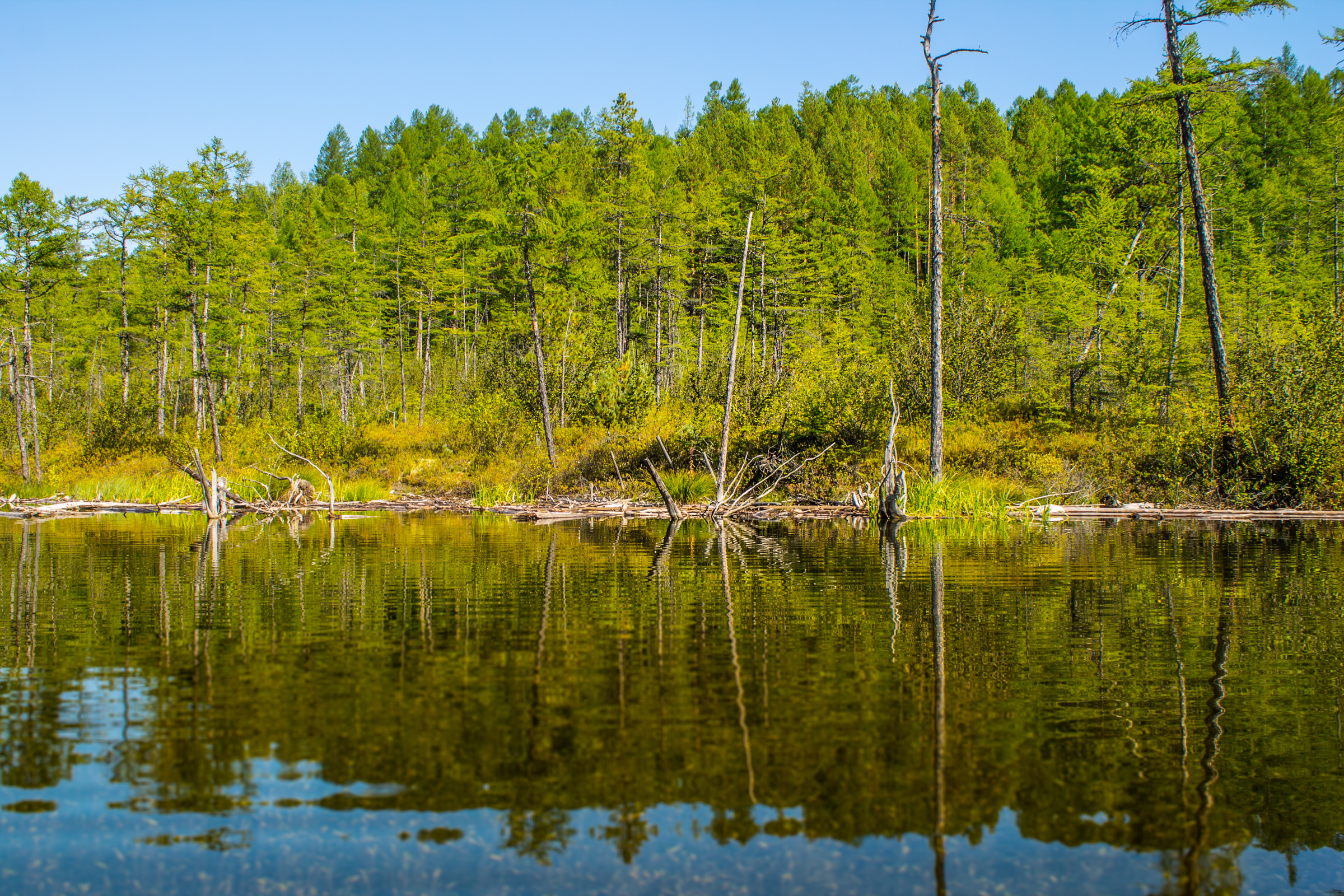
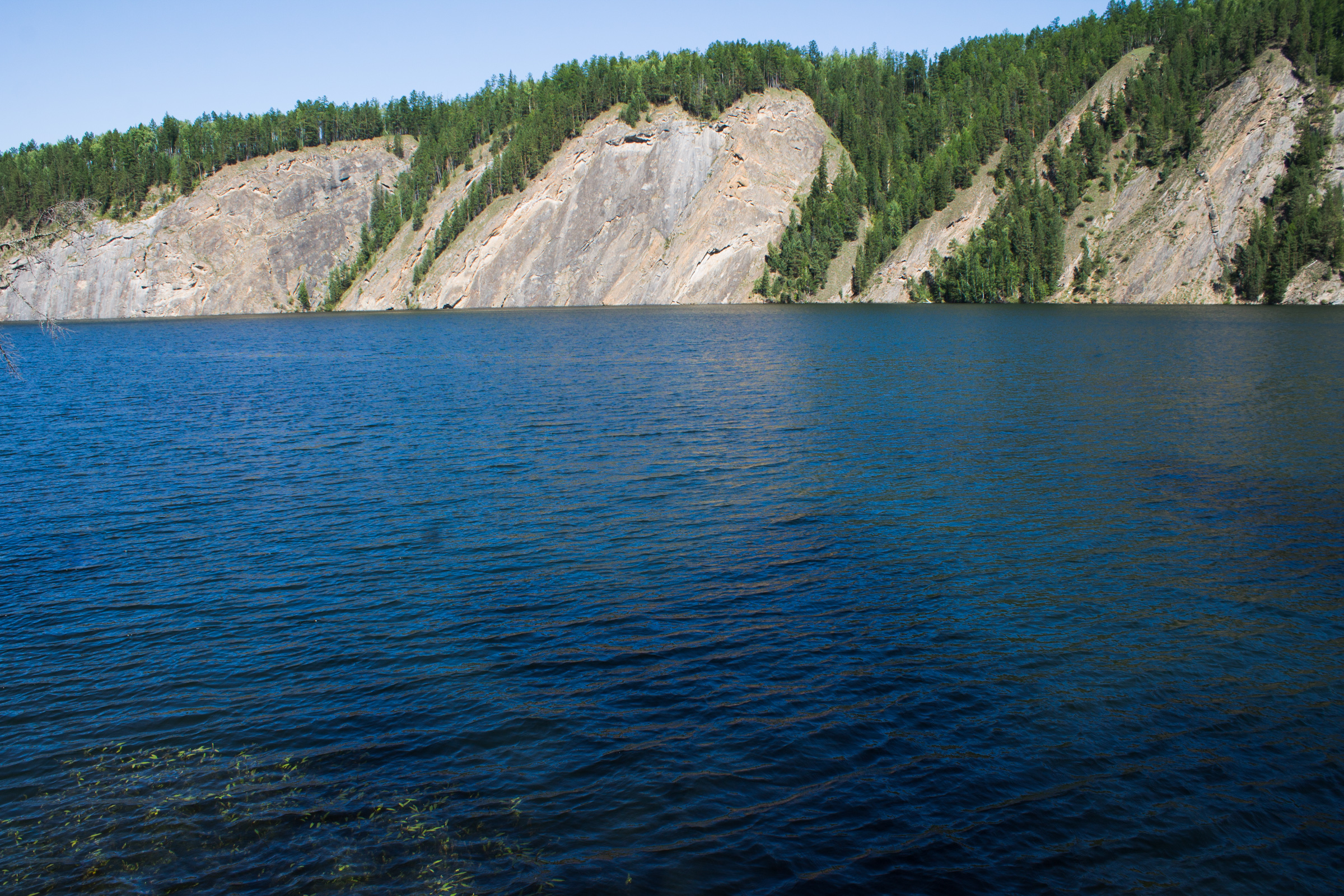
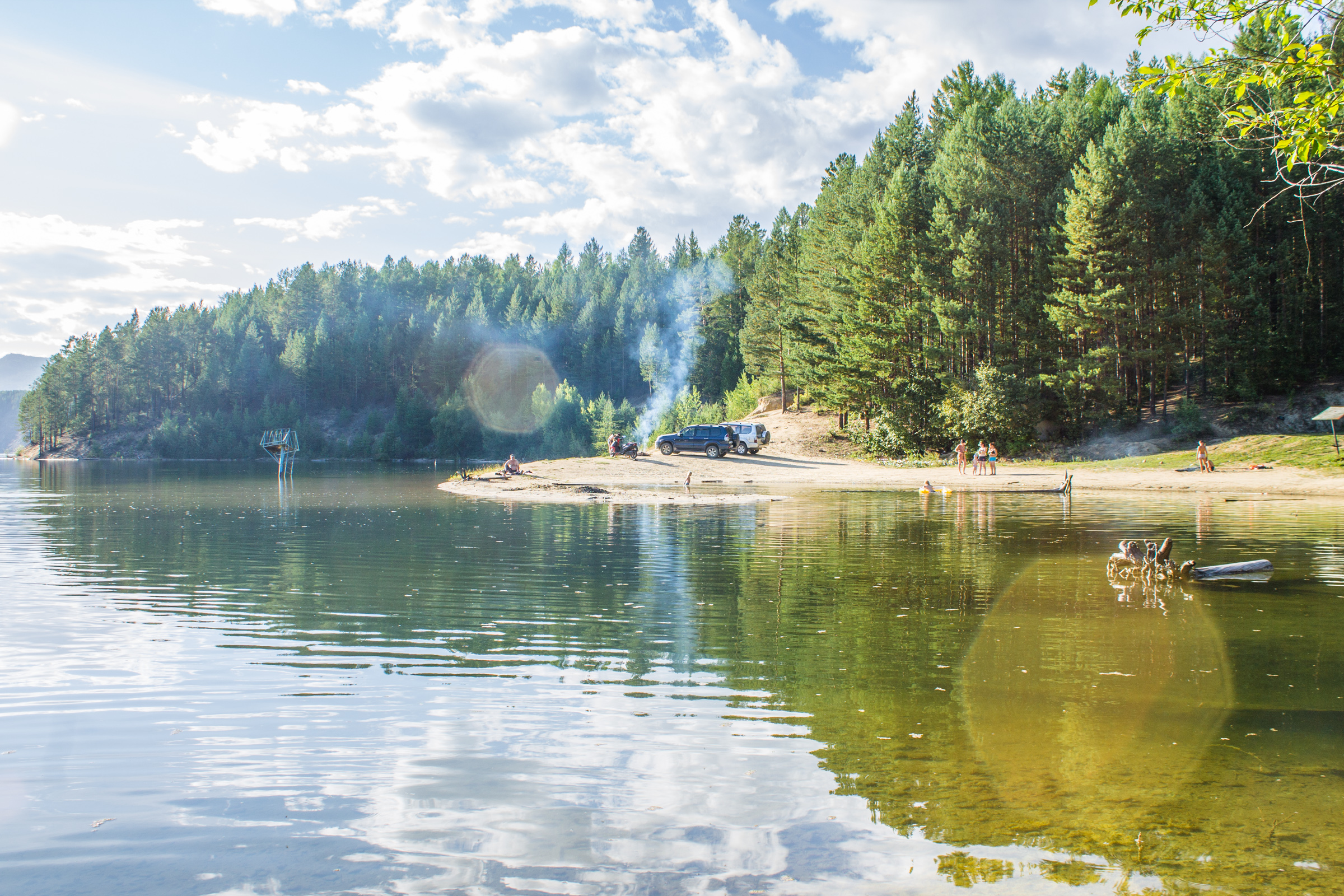
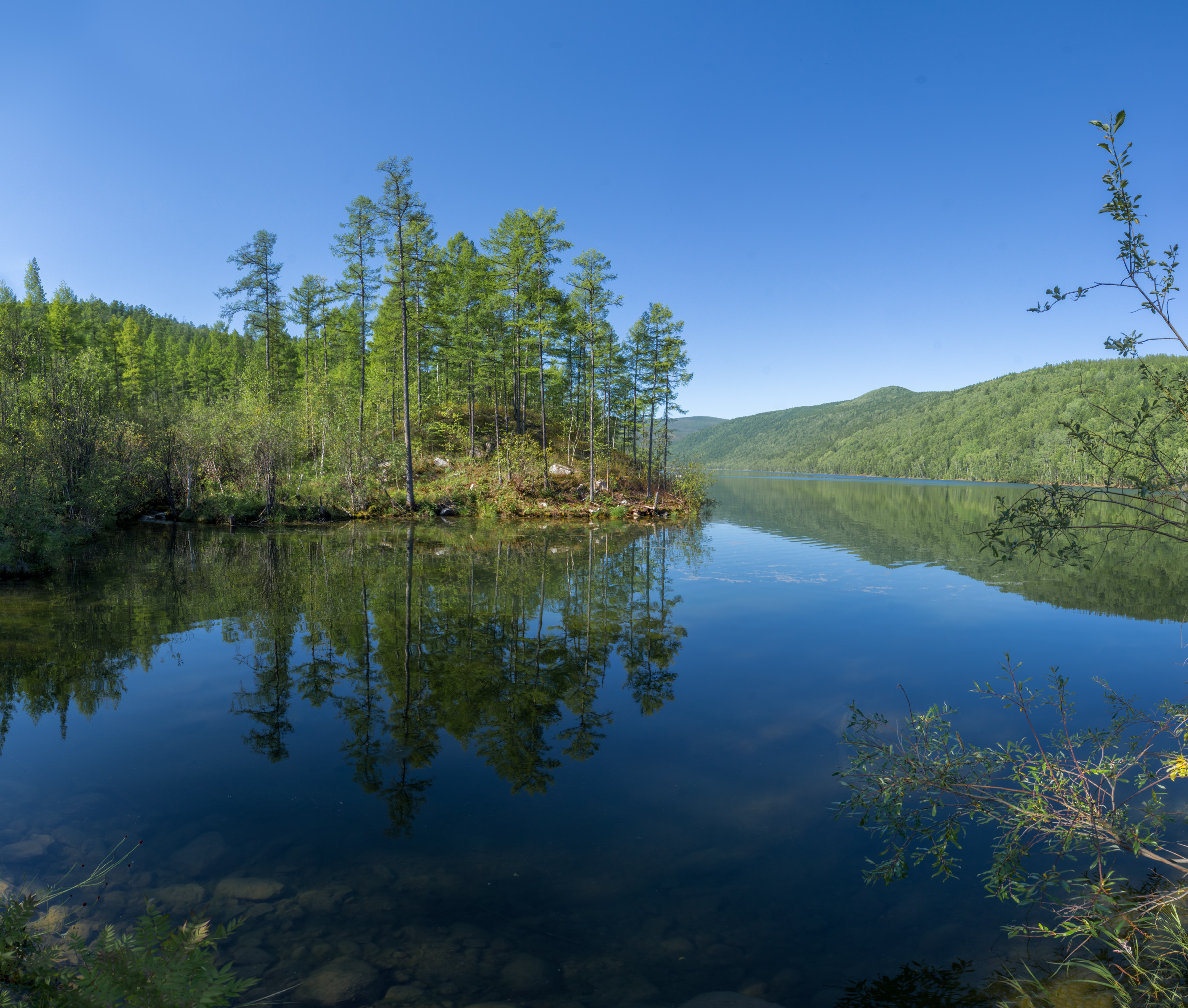